# Epiphora cotei
Epiphora cotei är en fjärilsart som beskrevs av Testout. 1935. Epiphora cotei ingår i släktet Epiphora och familjen påfågelsspinnare. Inga underarter finns listade i Catalogue of Life.